# (32740) 1978 VB7
1978 VB7 (asteroide 32740) é um asteroide da cintura principal. Possui uma excentricidade de 0.15007280 e uma inclinação de 11.46408º.
Este asteroide foi descoberto no dia 7 de novembro de 1978 por Eleanor F. Helin e Schelte J. Bus em Palomar.